# Kortenberg
Kortenberg is een plaats en gemeente in de provincie Vlaams-Brabant in België. De gemeente telt ruim 21.000 inwoners en ligt ongeveer halverwege tussen Brussel en Leuven.

## Geschiedenis
Op het grondgebied van deelgemeente Erps-Kwerps is een Romeinse villa opgegraven. Tevens vond men op de site een begraafplaats van de Franken.
In 1095 erkende Gualgericus, bisschop van Kamerijk, het bestaan van de religieuze gemeenschap op de Curtenbergh. Daarom wordt 1095 als stichtingsdatum van Kortenberg aanvaard. De kloosterlingen verhuisden in 1222 van deze heuvel naar het dal aan het Minneveld waar nu nog steeds de abdij van Kortenberg is gevestigd.

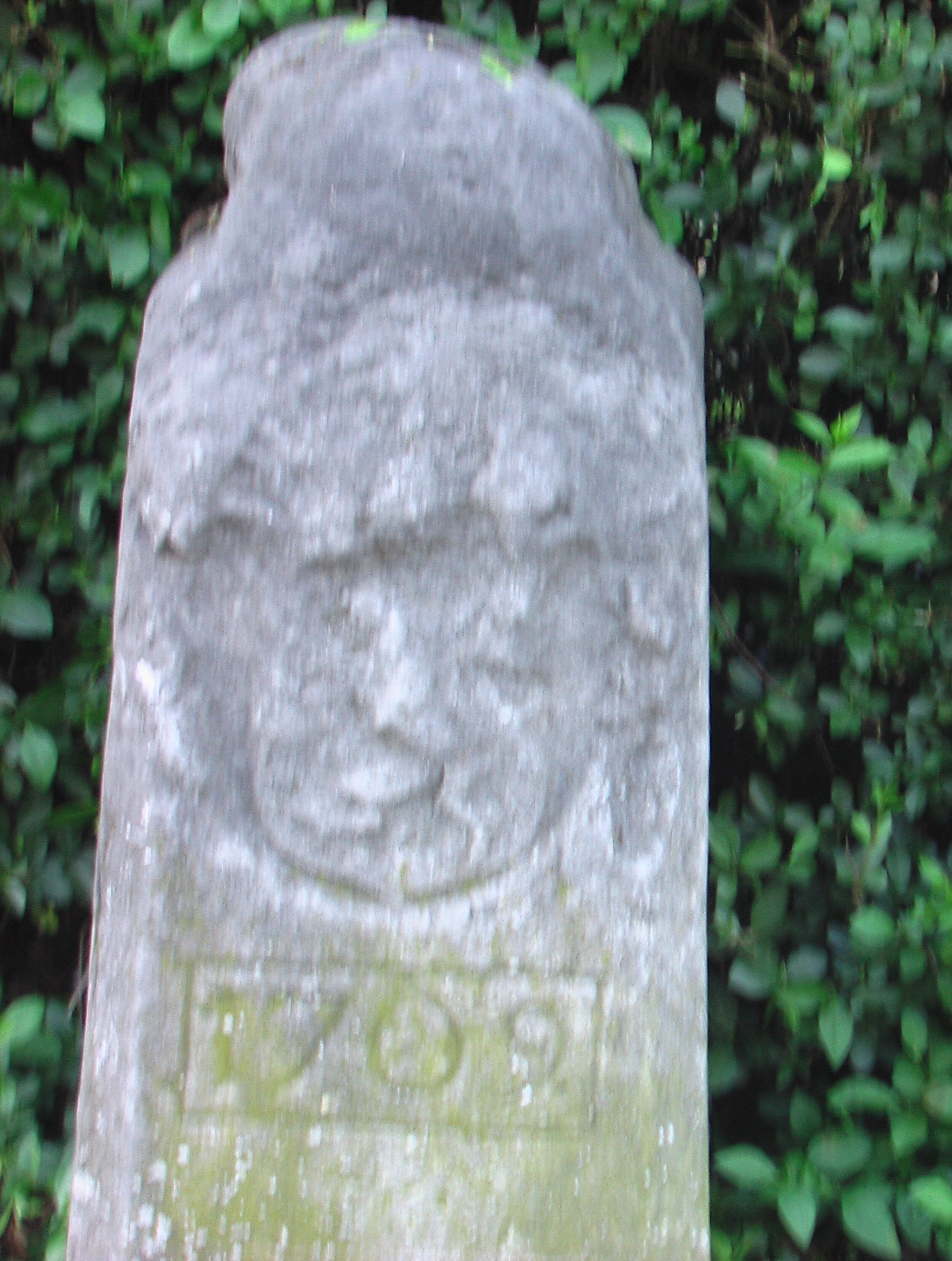
Mijlpaal 1709

Van oudsher is het de woonplaats van de heren van Cortenberg, die een belangrijke rol speelden in de geschiedenis van het hertogdom Brabant. Ook was Kortenberg de plaats waar de Staten van Brabant werden samengeroepen. Zo ook op 27 september 1312, toen het Charter van Kortenberg in de abdij van Kortenberg door hertog Jan II van Brabant werd getekend. Daarmee werd de eerste keure op het Europees vasteland van die aard bezegeld, als tweede charter over de rechten van de burgers na de Magna Carta.
Erps was, zeker sinds 1286, de hoofdplaats van een meierij.
De aanleg van een steenweg van 1706 tot 1709 was een belangrijke gebeurtenis in de groei van de gemeente, evenals de aanleg van de spoorweg in 1866. Op het einde van de negentiende eeuw bouwen in Kortenberg en Erps-Kwerps de nieuwe burgerij heel wat villa's in belle-époquestijl, met veelal typische torentjes.
Op 27 augustus 1914 staken de Duitse troepen bij hun inname van Kortenberg een lokale brouwerij, een aantal villa's en een kasteeltje in brand.

## Geografie

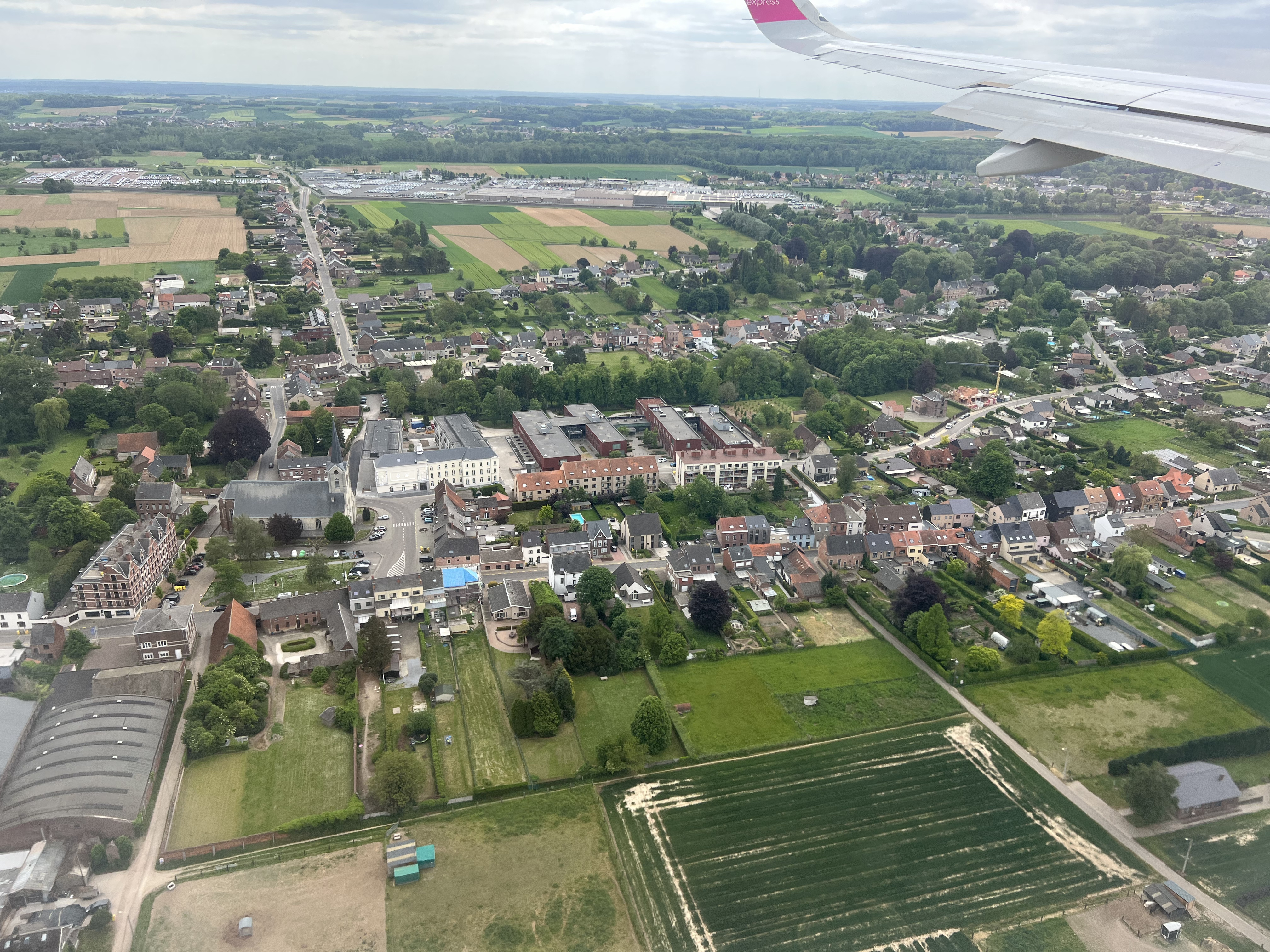
Het centrum van de deelgemeente Erps-Kwerps

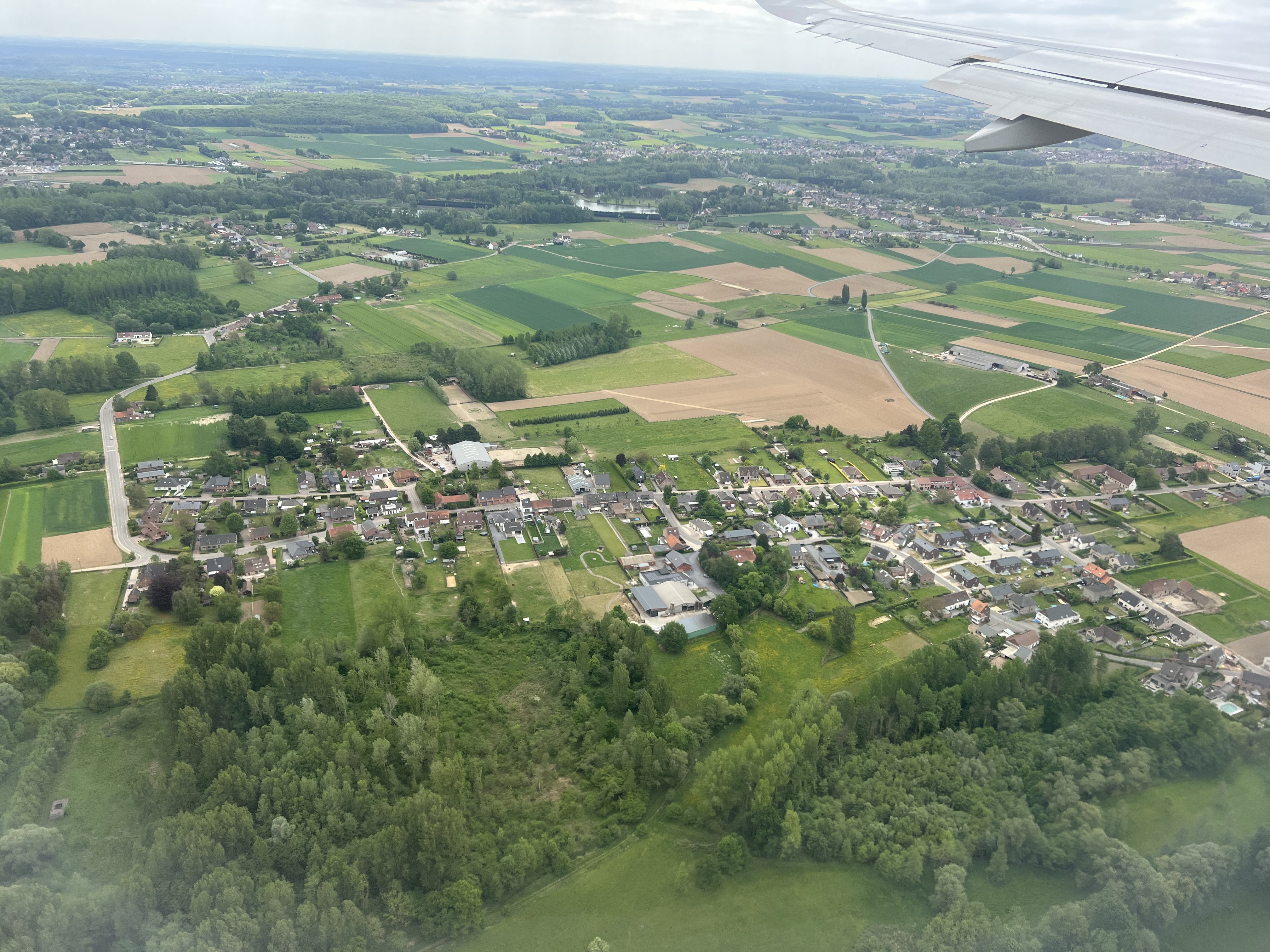
Olmenhoek, een deel van de gemeente Kortenberg

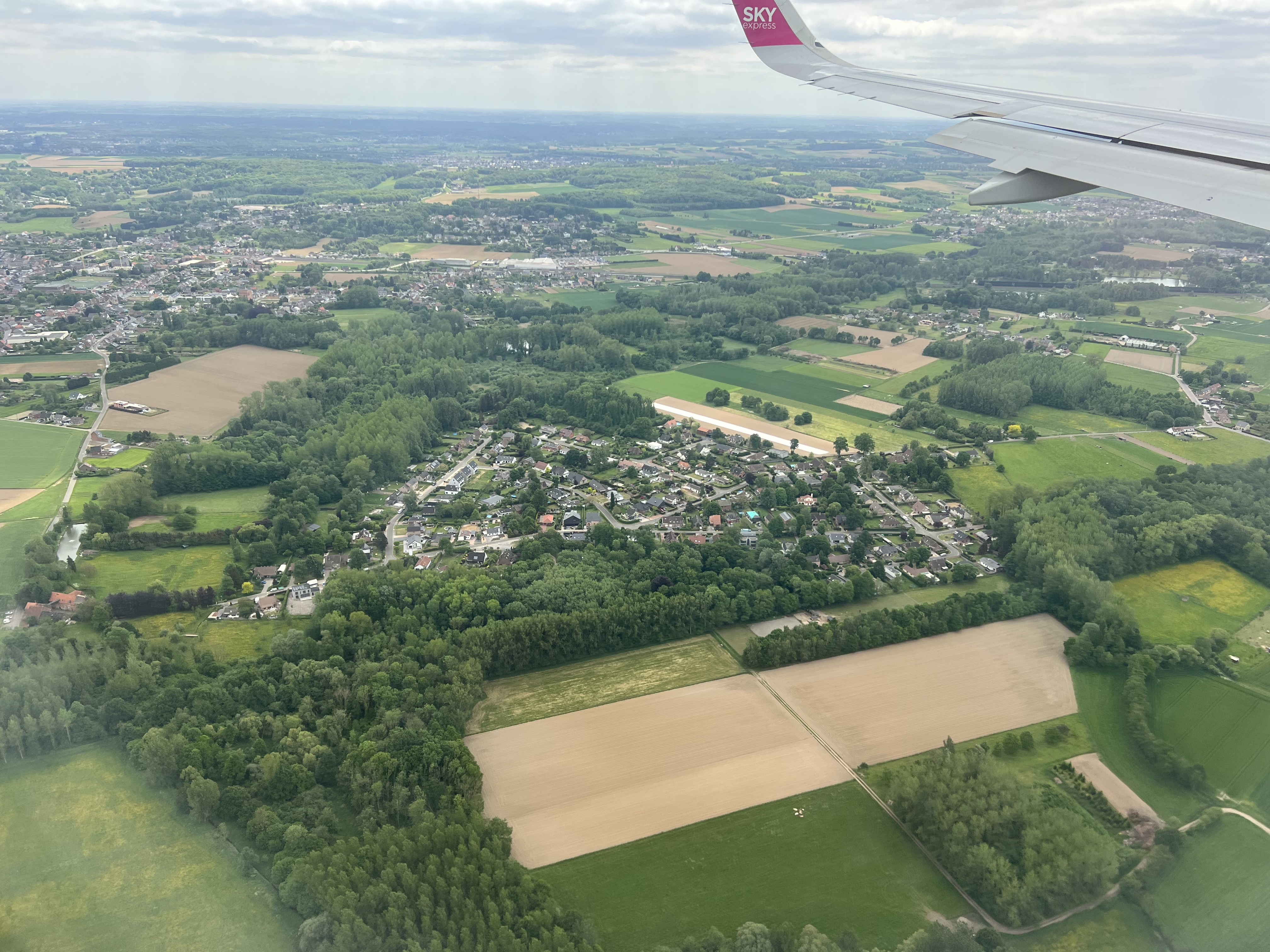
Zonnewoud, een ander deel van de gemeente Kortenberg

### Kernen
Naast Kortenberg zelf bestaat de gemeente nog uit de deelgemeenten Erps-Kwerps, Everberg en Meerbeek. In het zuiden van Everberg ligt het gehuchtje Vrebos. Tussen Kwerps en Meerbeek ligt in de buurt van het station het gehucht Schoonaarde. De gemeente ligt in de landstreek Dijleland.

#### Tabel
| # | Naam        | Opp. (km²) | Inwoners (2020) | Inwoners per km² | NIS-code |
| - | ----------- | ---------- | --------------- | ---------------- | -------- |
| 1 | Kortenberg  | 4,26       | 7.593           | 1.784            | 24055A   |
| 2 | Erps-Kwerps | 16,00      | 6.237           | 390              | 24055B   |
| 3 | Everberg    | 9,28       | 4.010           | 432              | 24055D   |
| 4 | Meerbeek    | 5,16       | 2.448           | 474              | 24055C   |

## Bezienswaardigheden

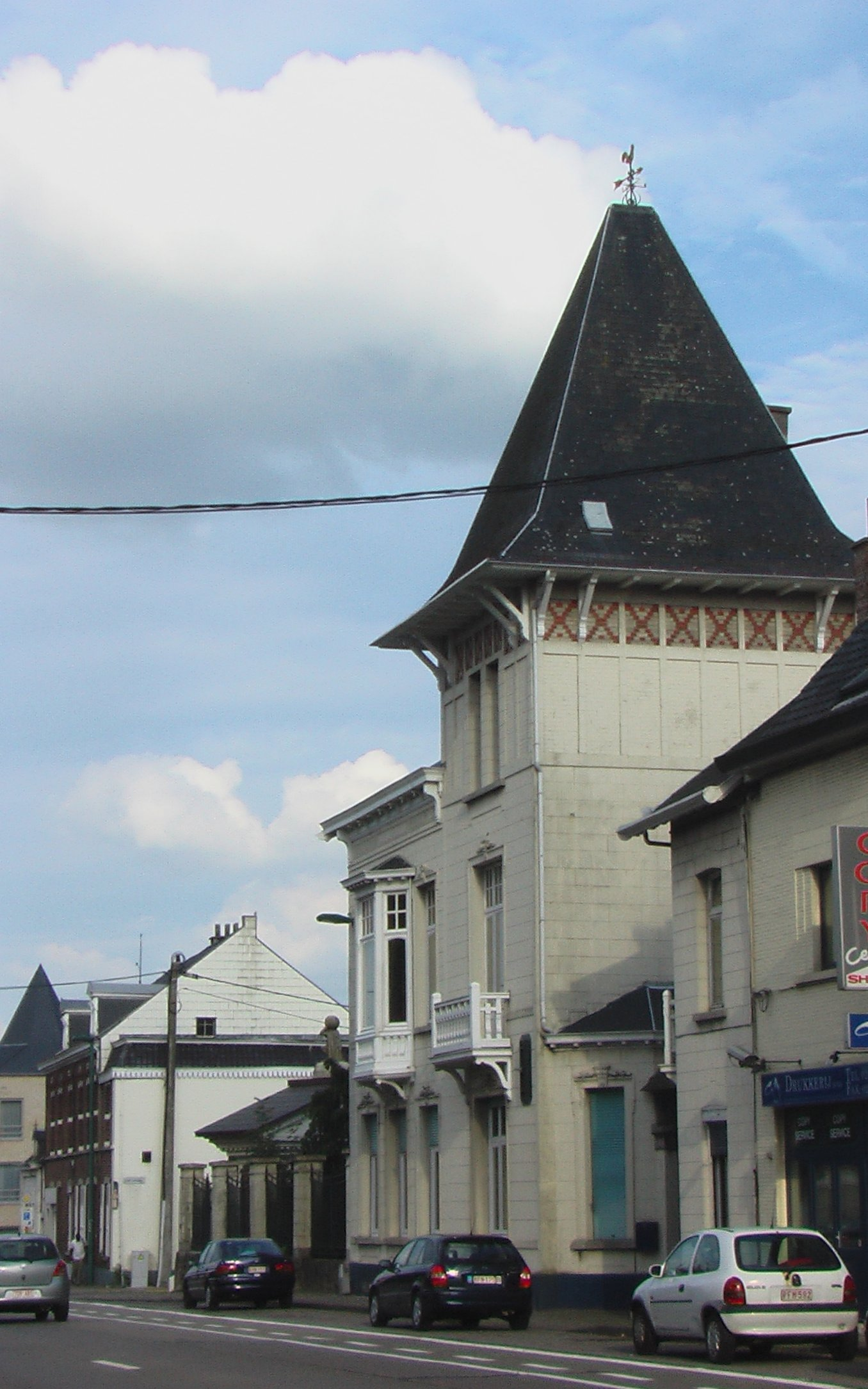
Straatbeeld Kortenberg, afspanning In Voscapel (1719)

- De abdij van Kortenberg. Hier ondertekende hertog Jan II van Brabant in 1312 het Charter van Kortenberg. De abdij kende een bewogen geschiedenis van brandstichting, plundering en heropbouw. De oudste nu nog resterende gedeeltes zijn het poortgebouw met de gotische spitsvormige toegangspoort uit het begin van de zeventiende eeuw, het Veehof uit 1650, het pachthof de Bouwerij uit 1732 en het abdijkasteel gebouwd van 1779 tot 1783. De traditionele ridderzaal en de barokke abdijkapel dateren slechts van 1934. De abdij, eigendom van het bisdom, werd op 14 februari 2005 bij Vlaams ministerieel besluit beschermd als monument.[2] De Oude Abdij Kortenberg is thans een bezinningscentrum en wordt door een vzw uitgebaat.
- De Onze-Lieve-Vrouwekapel
- De Sint-Amanduskerk
- Op het kasteeldomein van Merode staat een monumentale Zwarte Walnoot met een omtrek van meer dan 5m. Deze behoort tot de dikste van zijn soort en is goed te zien vanaf de openbare weg[3]

## Natuur en landschap
Kortenberg ligt op een hoogte van 46 meter (kerk). Het hoogste punt is de Eikelenberg van 80 meter, gelegen in het zuiden. Kortenberg is min of meer verstedelijkt door de nabijheid van de Brusselse agglomeratie en Brussels Airport.
Ten zuiden van Kortenberg stroomt de Wasbeek/Molenbeek en ligt het Warandebos, dat onderdeel is van het goed van Kasteel de Merode.

## Demografische ontwikkeling

### Demografische evolutie deelgemeente voor de fusie
- Bronnen:NIS, Opm:1831 tot en met 1970=volkstellingen, 1976= inwonersaantal op 31 december

### Demografische ontwikkeling van de fusiegemeente
Alle historische gegevens hebben betrekking op de huidige gemeente, inclusief deelgemeenten, zoals ontstaan na de fusie van 1 januari 1977.
- Bronnen:NIS, Opm:1831 tot en met 1981=volkstellingen; 1990 en later= inwonertal op 1 januari

| Inwoners van jaar tot jaar op 1 januari 1992 tot heden | Inwoners van jaar tot jaar op 1 januari 1992 tot heden | Inwoners van jaar tot jaar op 1 januari 1992 tot heden |
| jaar                                                   | Aantal                                                 | Evolutie: 1992=index 100                               |
| ------------------------------------------------------ | ------------------------------------------------------ | ------------------------------------------------------ |
| 1992                                                   | 16.094                                                 | 100,0                                                  |
| 1993                                                   | 16.377                                                 | 101,8                                                  |
| 1994                                                   | 16.634                                                 | 103,4                                                  |
| 1995                                                   | 16.689                                                 | 103,7                                                  |
| 1996                                                   | 16.818                                                 | 104,5                                                  |
| 1997                                                   | 17.012                                                 | 105,7                                                  |
| 1998                                                   | 17.027                                                 | 105,8                                                  |
| 1999                                                   | 17.174                                                 | 106,7                                                  |
| 2000                                                   | 17.355                                                 | 107,8                                                  |
| 2001                                                   | 17.439                                                 | 108,4                                                  |
| 2002                                                   | 17.631                                                 | 109,6                                                  |
| 2003                                                   | 17.681                                                 | 109,9                                                  |
| 2004                                                   | 17.907                                                 | 111,3                                                  |
| 2005                                                   | 18.134                                                 | 112,7                                                  |
| 2006                                                   | 18.299                                                 | 113,7                                                  |
| 2007                                                   | 18.424                                                 | 114,5                                                  |
| 2008                                                   | 18.667                                                 | 116,0                                                  |
| 2009                                                   | 18.795                                                 | 116,8                                                  |
| 2010                                                   | 18.937                                                 | 117,7                                                  |
| 2011                                                   | 19.132                                                 | 118,9                                                  |
| 2012                                                   | 19.391                                                 | 120,5                                                  |
| 2013                                                   | 19.386                                                 | 120,5                                                  |
| 2014                                                   | 19.557                                                 | 121,5                                                  |
| 2015                                                   | 19.647                                                 | 122,1                                                  |
| 2016                                                   | 19.714                                                 | 122,5                                                  |
| 2017                                                   | 19.979                                                 | 124,1                                                  |
| 2018                                                   | 20.214                                                 | 125,6                                                  |
| 2019                                                   | 20.279                                                 | 126,0                                                  |
| 2020                                                   | 20.289                                                 | 126,1                                                  |
| 2021                                                   | 20.425                                                 | 126,9                                                  |
| 2022                                                   | 20.462                                                 | 127,1                                                  |
| 2023                                                   | 20.920                                                 | 130,0                                                  |
| 2024                                                   | 21.165                                                 | 131,5                                                  |
| 2025                                                   | 21.386                                                 | 132,9                                                  |

## Politiek

#### 2013-2018
Burgemeester was Chris Taes (CD&V). Hij leidde een coalitie bestaande uit CD&V en N-VA. Samen vormden ze de meerderheid met 16 op 25 zetels. Eerste schepen was N-VA'er en Vlaams Parlementslid Bart Nevens.

#### 2019-2024
Bij de verkiezingen van 14 oktober 2018 werd CD&V opnieuw de grootste partij in Kortenberg. De partij sloot ditmaal een coalitie met Open VLD. Samen vormden ze een meerderheid van 16 op 27 zetels. Alexandra Thienpont (CD&V) werd de nieuwe burgemeester.

#### 2024-2030
Bij de verkiezingen van 13 oktober 2024 werd Team Burgemeester, een verruimde lijst van CD&V, de grootste partij. De partij ging in zee met UnieK, een bredere Open Vld-lijst. Beide partijen vormden een meerderheid van 17 op 27 zetels. Alexandra Thienpont (Team Burgemeester) bleef burgemeester.

#### Huidig Schepencollege
| Functie en bevoegdheden | Naam                | Partij | Partij            |
| --- | ------------------- | ------ | ----------------- |
| Burgemeester Algemene coördinatie van het beleid, Politie en veiligheid, brandweer, burgerzaken, communicatie en participatie, kerkfabrieken en begraafplaatsen                                                                                                 | Alexandra Thienpont |        | Team Burgemeester |
| Eerste schepen Afvalbeleid, onderhoud en beheer gebouwen, onderhoud openbaar domein, onderhoud begraafplaatsen, lokale economie, toerisme en dierenwelzijn | David Haelterman    |        | UnieK             |
| Tweede schepen Ruimtelijke ordening, erfgoed en monumentenzorg en personeelsbeleid | Kristien Goeminne   |        | Team Burgemeester |
| Derde schepen Onderwijs, kinderopvang, klimaat en milieu, duurzaamheid, ICT en archief, bibliotheek, Vlaamse aangelegenheden | Stijn Dekelver      |        | Team Burgemeester |
| Vierde schepen Financiën, infrastructuurprojecten, mobiliteit en landbouw | Harold Vanheel      |        | Team Burgemeester |
| Vijfde schepen Sport, jeugd, cultuur, evenementen en vrije tijd | Gabriëla Langmans   |        | Team Burgemeester |
| Zesde schepen en voorzitter van het Bijzonder comité voor de sociale dienst Sociaal beleid, gezondheidszorg en preventie, senioren en zorg, lokaal dienstencentrum, welzijnsprojectwerking, Huis van het Kind, gelijkekansenbeleid en ontwikkelingssamenwerking | Wim Moons           |        | Team Burgemeester |

### Resultaten gemeenteraadsverkiezingen sinds 1976
| Partij of kartel     | Partij of kartel                                        | 10-10-1976 | 10-10-1976 | 10-10-1982 | 10-10-1982 | 9-10-1988 | 9-10-1988 | 9-10-1994 | 9-10-1994 | 8-10-2000 | 8-10-2000 | 8-10-2006 | 8-10-2006 | 14-10-2012 | 14-10-2012 | 14-10-2018 | 14-10-2018 | 13-10-2024 | 13-10-2024 |
| Stemmen / Zetels     | Stemmen / Zetels                                        | %          | 23         | %          | 23         | %         | 23        | %         | 23        | %         | 25        | %         | 25        | %          | 25         | %          | 27         | %          | 27         |
| -------------------- | ------------------------------------------------------- | ---------- | ---------- | ---------- | ---------- | --------- | --------- | --------- | --------- | --------- | --------- | --------- | --------- | ---------- | ---------- | ---------- | ---------- | ---------- | ---------- |
|                      | Kortenberg Neutrale Visie KNV1/ Vooruit Pro KortenbergB | -          |            | -          |            | -         |           | -         |           | -         |           | -         |           | 6,141      | 1          | 6,91       | 1          | 9,6B       | 2          |
|                      | SP1/ sp.a2/ Vooruit Pro KortenbergB                     | 11,111     | 2          | 33,361     | 8          | 23,061    | 6         | 18,081    | 4         | 11,251    | 2         | 11,362    | 2         | 6,222      | 1          | 4,82       | 0          | 9,6B       | 2          |
|                      | Agalev1/ Groen2                                         | -          |            | -          |            | 8,631     | 1         | 13,281    | 2         | 15,241    | 4         | 11,382    | 2         | 11,942     | 3          | 13,32      | 3          | 6,92       | 1          |
|                      | PVV1/ VLD2/ Open Vld3/ UnieK4                           | 25,391     | 6          | 20,741     | 5          | 20,851    | 5         | 27,092    | 7         | 27,682    | 8         | 27,472    | 7         | 15,623     | 4          | 18,93      | 5          | 15,74      | 4          |
|                      | CVP1/ CD&V+N-VAA/ CD&V2/ Team Burgemeester3             | 50,521     | 13         | 33,041     | 8          | 38,711    | 10        | 33,451    | 9         | 27,791    | 8         | 34,12A    | 10        | 30,782     | 9          | 32,72      | 11         | 43,43      | 13         |
|                      | VU1/ VU&ID2/ CD&V+N-VAA/ N-VA3                          | 12,981     | 2          | 10,011     | 2          | 7,621     | 1         | -         |           | 8,012     | 1         | 34,12A    | 10        | 24,043     | 7          | 23,33      | 7          | 24,33      | 7          |
|                      | Vlaams Blok1/ Vlaams Belang2                            | -          |            | -          |            | -         |           | -         |           | 10,031    | 2         | 15,672    | 4         | 5,252      | 0          | -          |            | -          |            |
|                      | JONG                                                    | -          |            | -          |            | -         |           | 8,11      | 1         | -         |           | -         |           | -          |            | -          |            | -          |            |
| Anderen(*)           | Anderen(*)                                              | -          |            | 2,85       | 0          | 1,13      | 0         | -         |           | -         |           | -         |           | -          |            | -          |            | -          |            |
| Totaal stemmen       | Totaal stemmen                                          | 9121       | 9121       | 10175      | 10175      | 10872     | 10872     | 11337     | 11337     | 11831     | 11831     | 12578     | 12578     | 12611      | 12611      | 13324      | 13324      | 9545       | 9545       |
| Opkomst %            | Opkomst %                                               |            |            |            |            | 94,59     | 94,59     | 92,68     | 92,68     | 92,13     | 92,13     | 93,77     | 93,77     | 91,15      | 91,15      | 92,2       | 92,2       | 64,6       | 64,6       |
| Blanco en ongeldig % | Blanco en ongeldig %                                    | 3,43       | 3,43       | 4,76       | 4,76       | 4,05      | 4,05      | 5,92      | 5,92      | 4,28      | 4,28      | 4,50      | 4,50      | 2,92       | 2,92       | 4,0        | 4,0        | 1,6        | 1,6        |

De rode cijfers naast de gegevens duiden aan onder welke naam de partijen telkens bij een verkiezing opkwamen.

De zetels van de gevormde coalitie staan vetjes afgedrukt. De grootste partij is in kleur.

(*) 1982: GEMBEL / 1988: PW2000

## Mobiliteit
De gemeente wordt doorkruist door de autosnelweg A3/E40. Hoewel op het grondgebied van de gemeente wel de parking Everberg van deze snelweg is gelegen, zijn er geen op- of afritten in de gemeente zelf. Afrit 21 in Sterrebeek en afrit 22 in Bertem zijn de dichtstbijgelegen toegangspunten. De belangrijkste gewestweg is de N2.
Kortenberg heeft een spoorwegstation aan de lijn Brussel-Luik (lijn 36). Ook de kern Erps-Kwerps heeft een spoorwegstation op diezelfde lijn. Bij uitrol van het gewestelijk expresnet zullen deze stations een hogere bedieningsfrekwentie krijgen.
Kortenberg wordt ook bediend door heel wat buslijnen van De Lijn. De lijnen R90 en R92 verbinden via verschillende routes Leuven via Kortenberg met de Brusselse agglomeratie. Lijn 225 verbindt Kortenberg met Vilvoorde. Het gehucht Vrebos wordt apart verbonden met Brussel dankzij lijn 318. Lijn 271 van Brussel naar Kampenhout doet de kern van Erps-Kwerps aan. De START-lijnen 651 en 652 verbonden tot begin 2024 Leuven via Kortenberg met Brussels Airport en de bedrijvenzone Brucargo. Sinds 2024 wordt deze verbinding gerealiseerd door buslijn 91.
De Lijn heeft als "extra dienst" een aantal specifieke schoolbuslijnen vanuit Kortenberg naar scholen in Leuven (576), Haacht (516), Zaventem (530) en Heverlee (bij Leuven) (521, 522, 523). Er zijn ook meerdere scholen die met eigen buslijnen leerlingen elke dag oppikken.

## Onderwijs
De gemeente richt in elk van de vier kernen zelf basisonderwijs in:
- De Klimop in Erps-Kwerps
- De Negensprong in Everberg
- De Regenboog in Kortenberg
- De Boemerang in Meerbeek

De oudste nog bestaande school in de gemeente is de vrije basisschool Mater Dei in de kern Erps-Kwerps.
De Vlaamse Gemeenschap richt ook onderwijs in: de gemeenschapsschool Hertog-Jan heeft een basisschool. De academie van Zaventem heeft een filiaal in Kortenberg, zodat ook deeltijds kunstonderwijs wordt aangeboden.
De meerderheid van leerlingen in Kortenberg die secundair/voortgezet onderwijs volgen, doen dit in de gemeenten in de regio met een groter aanbod, zoals Leuven, Zaventem, Rotselaar, Haacht en Tervuren.

## Bekende Kortenbergenaars
Personen die in Kortenberg geboren of overleden zijn, geruime tijd in Kortenberg verbleven hebben, of er nog wonen.
- Familie de Merode (in het Kasteel de Merode)
  - Willem Charles Ghislain van Merode (1762-1830), grootmaarschalk van Willem I en ambassadeur
  - Charles de Merode (1824-1892), diplomaat en politicus
  - Marie Catherine Josephe[8] (1743-1794), gravin van Merode en prinses van Rubempré en Everberg, aristocrate en familiehoofd
- Marie Abts-Ermens (1767-1853), naaister die de eerste twee exemplaren van de Belgische vlag aaneen naaide
- Jacques Van der Smissen (1788-1856), militair en orangistisch samenzweerder
- Joseph Chantraine (1870 - 1910), luchtvaartpionier
- Bernard Montgomery (1888-1976), Engelse generaal en veldmaarschalk
- Raoul Van Overstraeten (1885-1977), generaal in de Eerste en Tweede Wereldoorlog, militair adviseur van koning Leopold III
- Albert de Vleeschauwer (1897-1971), politicus
- Robert Houben (1905-1992), politicus
- Félicien Marceau (geboren als Louis Carette, 1913-2012), Belgisch-Franse roman- en toneelschrijver, lid van de Académie française
- Emile Salkin (1900-1977), kunstschilder
- Edward Schillebeeckx (1914-2009), dominicaan, theoloog en hoogleraar
- Jean Meeus (1928), astronoom
- Karel Van Miert (1942-2008), politicus
- Peter Verlinden (1958), journalist
- Bart Nevens (1966), politicus
- Tim Pauwels (1969), journalist
- Erika Vlieghe (1972), arts
- Frank Duboccage (1973), wetenschapper en weerman
- Hilde De Baerdemaeker (1978), actrice
- Max Colombie (1992), zanger
- Aster Vranckx (2002), profvoetballer
- Amber Broos (2002), diskjockey en muziekproducer
- Apollonia Sterckx (2006), actrice

## Partnergemeenten
- Parcé in Bretagne (Frankrijk)
- Blauwgrond (Suriname)

## Nabijgelegen kernen
Nossegem, Moorsel, Everberg, Erps